# Bois-Arnault
Bois-Arnault è un comune francese di 763 abitanti situato nel dipartimento dell'Eure nella regione della Normandia.

## Società

### Evoluzione demografica
Abitanti censiti